# No somos nada (álbum de Nosequien y Los Nosecuantos)
No somos nada es el primer álbum del grupo peruano Nosequien y los Nosecuantos, lanzado en 1989.

## Historia

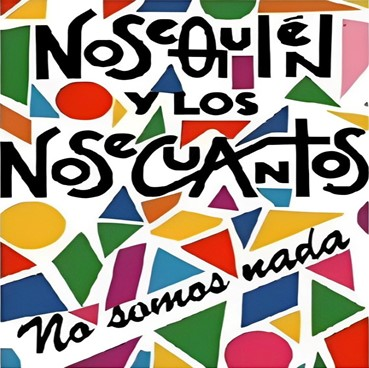
Portada del álbum "No Somos Nada" de la banda peruana "Nosequien y los Nosecuantos"

En 1988, tras exitosas presentaciones en locales limeños y tras innumerables apariciones en prensa, graban su primera producción discográfica "No somos nada", en el estudio de Miki González.
Este álbum contiene 12 canciones y salió en formato de casete y nunca lo produjeron en disco compacto. De dicho álbum, aparecen sus primeros hits como Magdalena, Aló Gisela, La pacha y Vanidad.
El sencillo más famoso es "Magdalena". Esta canción destacó por su famosa frase peruanista malsonante, que fue emitido incluso como anuncio de Magaly TeVe.

## Lista de canciones
| N.º   | Título                      | Escritor(es)                               | Duración |  |
| 1.    | «Vanidad»                   | Gérman Vargas                              | 3:48     |  |
| 2.    | «Magdalena»                 | Gérman Vargas / Raúl Romero                | 2:38     |  |
| 3.    | «Manda Fruta (Desde Lejos)» | Raúl Romero                                | 3:00     |  |
| 4.    | «¿Dónde Estaré?»            | Raúl Romero                                | 6:23     |  |
| 5.    | «Mi Alma No Esta Muerta»    | Gérman Vargas                              | 2:30     |  |
| 6.    | «Recorriendo Basurales»     | Álvaro Rocha / Ato Bouroncle / Raúl Romero | 2:58     |  |
| 7.    | «El Verano»                 | Raúl Romero                                | 2:32     |  |
| 8.    | «La Pacha (Versión 89')»    | Raúl Romero                                | 6:20     |  |
| 9.    | «La Cita»                   | Raúl Romero                                | 2:45     |  |
| 10.   | «Aló Gisela»                | Raúl Romero / Ato Bouroncle                | 4:14     |  |
| 11.   | «El Mohicano»               | Raúl Romero                                | 4:53     |  |
| 12.   | «El Salmón»                 | Raúl Romero                                | 2:20     |  |
| 43:59 |                             |                                            |          |  |

## Personal
- Raúl Romero – Voz
- Fernando Ríos – Bajo, coros
- Alfredo Sillau – Guitarra eléctrica, coros
- Coco Salazar – Teclados
- Gérman Vargas – Batería, primera voz en "Mi alma no está muerta"

### Colaboradores
- Miki González.